# ایوان دراچ
ایوان دراچ (اوکراینی: Іва́н Фе́дорович Драч؛ ۱۷ اکتبر ۱۹۳۶ – ۱۹ ژوئن ۲۰۱۸) فیلم‌نامه‌نویس، شاعر، سیاستمدار، و منتقد ادبی اهل اتحاد جماهیر شوروی سوسیالیستی بود.
وی همچنین برندهٔ جوایزی همچون جایزه دولتی اتحاد شوروی و نشان پرچم سرخ کار شده‌است.